# Terese Fredenwall
Anna Terese Fredenwall (Täby, 29 dicembre 1986) è una cantante svedese.

## Biografia
Not About the Songs, secondo album in studio, ha fatto l'ingresso alla 37ª posizione della Sverigetopplistan. Breaking the Silence, uscito circa due anni più tardi, ha conseguito risultati migliori, raggiungendo il 28º posto della classifica.
Ha cercato di rappresentare la Svezia all'Eurovision Song Contest, partecipando al Melodifestivalen con l'inedito Breaking the Silence, primo ingresso della cantante nella hit parade svedese.

## Discografia

### Album in studio
- 2009 – Colors from My Heart
- 2011 – Not About the Songs
- 2013 – Breaking the Silence
- 2016 – Vildmarken
- 2024 – Art Never Lies

### Singoli
- 2012 – Hey You Middle Aged Married Man
- 2013 – Breaking the Silence
- 2014 – Inte för en sekund
- 2016 – Middle Aged Married Man
- 2016 – I'm Holy Ground
- 2016 – Drop the Fight
- 2016 – Du kan inte ta mig
- 2019 – My Testimony
- 2019 – Hey Jesus
- 2023 – Letter to a Friend
- 2023 – Oh My Dearest